# 萊克鎮區 (堪薩斯州哈維縣)
萊克鎮區（英語：Lake Township）為美國堪薩斯州哈維縣轄下的鎮區。2010年美国人口普查中此鎮區人口有158人。

## 地理
萊克鎮區涵蓋總面積為93.5平方（36.11平方英里），其中陸地面積為92.7平方（35.78平方英里），水域面積為0.85平方（0.33平方英里）或0.91%。海拔高度438（1,437英尺）。

## 人口統計
根據2010年美國人口普查，萊克鎮區人口有158人，其中男性有78人，女性有80人，人口密度為每平方公里1.69人，住房計81戶。鎮區內的白人有149人，非裔美國人有0人，美洲原住民有1人，亞裔美國人有0人，太平洋島裔美國人有0人，其他種族有1人，混血種族則有7人。此外鎮區內有8人為西班牙裔或拉丁裔美國人。此鎮區之年齡中位數為51.3歲，而男性年齡中位數為54.0歲，女性年齡中位數為49.5歲。